# Harold Kruger
Harold Herman „Stubby“ Kruger, manchmal auch Stubby Kreuger (* 21. September 1897 in Honolulu, Hawaii; † 7. Oktober 1965 in Burbank, Kalifornien), war ein Schwimmer und Stuntman aus den Vereinigten Staaten.

## Karriere

### Als Sportler
Der 1,79 m große Harold Kruger startete ursprünglich für den Healani Club aus Honolulu. Seine acht Meistertitel der Amateur Athletic Union gewann er für den Illinois Athletic Club.
Kruger hätte 1916 zum Olympiateam der Vereinigten Staaten gehört, wenn denn während des Ersten Weltkriegs Olympische Spiele stattgefunden hätten. Bei den Olympischen Spielen 1920 in Antwerpen wurde er Fünfter über 100 Meter Rücken, war damit aber nur viertbester Schwimmer aus den Vereinigten Staaten. Lediglich der Belgier Gérard Blitz auf dem dritten Platz konnte sich zwischen die Amerikaner schieben.
Bei den Olympischen Spielen 1924 führten Johnny Weissmüller und Stubby Kruger eine Showeinlage vor, bei der das Publikumsinteresse jenes an den eigentlichen Wettbewerben deutlich übertraf, weswegen danach keine Showeinlagen mehr ins Rahmenprogramm von olympischen Schwimmwettbewerben aufgenommen wurden.
1986 wurde der einstige King of Comedy Diving als Pionier des Schwimmsports in die International Swimming Hall of Fame aufgenommen.

### In Hollywood
Von 1926 bis 1961 war Kruger als Kleindarsteller sowie in Funktionen als Stuntman oder Rettungsschwimmer an zahlreichen Hollywoodfilmen beteiligt. Unter anderem fungierte er als Stuntdouble für Filmstars wie Douglas Fairbanks senior und Spencer Tracy, für letzteren etwa bei dem Film Der alte Mann und das Meer aus dem Jahr 1958. Kruger arbeitete hauptsächlich an Filmen mit Handlung auf See wie Meuterei auf der Bounty oder Manuel mit.
Kruger war in mindestens 27 Filmen als Schauspieler zu sehen, wurde aber in der Regel für seine kleinen Auftritte nicht unter den Beteiligten genannt. Filme mit einer Nennung in Vor- oder Nachspann sind beispielsweise Duke of the Navy aus dem Jahr 1942 und Keine Zeit für Heldentum aus dem Jahr 1955.